# Dombeya marivorahonensis
Dombeya marivorahonensis är en malvaväxtart som beskrevs av Arenes. Dombeya marivorahonensis ingår i släktet Dombeya och familjen malvaväxter. Inga underarter finns listade i Catalogue of Life.